# 雞骨草
雞骨草（學名：Abrus pulchellus subsp. cantoniensis），別稱廣州相思子、廣東相思子、 大黃草、黃頭草、黃食草、黃仔強、豬腰草、 紅母雞草、小葉龍鱗草、 細葉龍鱗草、 假牛甘子、山彎豆、 石門檻及地香根等，是豆科相思子屬的一種植物，常見於中國華南地區，具清熱利濕、益胃健脾的功能。因本種首先發現於廣州白雲山，故而有廣州相思子之稱。

## 分佈
分佈於中國、泰國等地。中國國內分佈於廣東、廣西、湖南等省份。多生長於海拔約200米的山地、疏林或灌木叢中。

## 形態特徵
雞骨草是一種爬藤植物，高約1－2米。主根粗壯，長約60厘米。莖深紅紫色，枝條細直平滑，幼枝密披白色或黃褐色柔毛，老時柔毛脫落。羽狀複葉互生，偶數小葉6－11對，長圓形或倒卵狀長圓形，膜質，小葉柄短，先端截形，有小銳尖，基部淺心形，葉脈向兩面凸起，表面披疏毛，背面披糙伏毛，長約0.5－1.5厘米，寬約0.3－0.5厘米；托葉線狀披針形，成對著生。花為總狀花序，腋生，蝶形花小，聚生於花序總軸的短枝上，長約6毫米；萼鐘狀；花梗短；花冠淡紫色或紫紅色，突出；雄蕊9枚，與旗瓣貼連，合生成管狀，上部分離；花柱短，子房近無柄。果為莢果，長圓形，頂端具喙，扁平，披稀疏的白色或淡黃色糙伏毛，果熟時淺褐色，長約3厘米，寬約1.3厘米。種子矩圓形，4－5顆，成熟時黑褐色，有明顯蠟黃色的種阜，中間有孔，邊緣具長圓狀環。

## 醫藥用途
雞骨草的種子有毒須除去豆莢後，乾燥全草入藥。中藥名為雞骨草，始載於《嶺南採藥錄》，味甘、苦，性涼，無毒，歸心、肺、肝、胃、腎經，中醫歸類為清熱解毒藥、疏肝藥，虛寒體弱者慎用。藥材主產於廣東、廣西等地。有清熱利濕、疏肝止痛、活血散瘀等之功效，主治胃痛、風濕骨痛、黃疸型肝炎、乳癰、跌打瘀痛等等症狀。現代藥理研究表明雞骨草具抗炎、保肝、促進免疫功能等作用，臨床則應用於肝硬化腹水、急慢性肝炎、膽囊炎、瘰癧、外感風熱、蛇咬傷等治療上。雞骨草為中國嶺南民間常用草藥，常作為湯料及涼茶之用。

## 藥材鑑定
本品乾燥全草，全年均可採收，除去豆莢及雜質後曬乾；多纏繞成束狀；根圓柱形或圓錐形，質硬，表面有細縱紋，分枝長短粗細不一，直徑約3－15毫米；根莖短，結節狀；莖叢生，長藤狀，灰棕色至紫褐色，直徑約1.5－2.5毫米，最長可達1米，幼枝纖細，棕紅色，疏短柔毛；偶數羽狀複葉互生，小葉長圓形，背面披糙伏毛，長約8－12毫米；氣微，味微苦。本種載錄於《中國藥典》2005年版，定為中藥雞骨草的法定原植物來源種，主要透過性狀、粉末特徵等鑒別資料，以控制藥材的質量。傳統經驗則認為以根莖結節、莖葉全者為佳。

## 化學成份
雞骨草全草含生物鹼、三萜類、三萜皂苷類、蒽醌類等化學成分組成，如相思子鹼(abrine)、膽鹼(choline)、大黃酚(chrysophanol)、大黃素甲醚(physcion)、雞骨草二醇(cantoniensistriol)、槐花二醇(sophoradiol)、甘草次酸(glycyrrhetinic acid)等。

## 外部連結
- 廣州相思子物種相冊[]中國自然標本館
- 广州相思子 （页面存档备份，存于）中科院鼎湖山站植物名錄
- 雞骨草 Jigucao （页面存档备份，存于） 藥用植物圖像數據庫 (香港浸會大學中醫藥學院) （中文）（英文）
- 毛相思子 （页面存档备份，存于） 藥用植物圖像數據庫 (香港浸會大學中醫藥學院) （中文）（英文）
- 雞骨草 中藥材圖像數據庫  (香港浸會大學中醫藥學院) （中文）（英文）
- 雞骨草 Ji Gu Cao （页面存档备份，存于） 中藥標本數據庫 (香港浸會大學中醫藥學院) （繁體中文）（英文）